# Hosszúfalu (Szlovénia)
 Hosszúfalu (korábban Lendvahosszúfalu, szlovénül: Dolga vas) szlovéniai magyarok lakta falu Szlovéniában a Muravidéken. Közigazgatásilag Lendva községhez tartozik.

## Fekvése
Lendvától 2 km-re északra  közvetlenül a magyar határ mellett, rédicsi határátkelő szlovén oldalán fekszik. Lendvával gyakorlatilag egybeépült. 2007. december 21-ig határállomás működött a határában.

## Története
A régészeti leletek tanúsága szerint területén már a neolitikumban is éltek emberek. Az itt feltárt őskori leletek, főként kőszerszámok a lendvai városi múzeumban láthatók. A római korban itt találkozott a poetivoi (Ptuj) és a  solvai (Esztergom) út. A kutatók korábban ide helyezték a Halicanum néven ismert római katonai őrhely, majd erődítmény és katonai település helyét, de később azt a horvátországi Muraszentmárton határában feltárt római településsel azonosították. A legenda szerint a korai középkorban Nagy Károly szent fákat (hársfákat) ültettetett Halicanum körül. A hagyomány szerint innen kapta Lendva is a mai nevét (linde, lindau = hársfaliget). A mai nyelvtudomány álláspontja szerint azonban Lendva patak és a helység neve a szláv lendava (= ugar, parlag) főnévből származik.
Területe 1644-ig a család kihalásáig volt a Bánffyak birtoka. Ezután a Nádasdy család birtoka lett. 1690- ben Eszterházy nádor több más valaha Bánffy-birtokkal együtt megvásárolta. Ezután végig a család birtoka maradt.
Lendva vidékén - elsősorban a jó közlekedési kapcsolatok miatt - a török háborúk után, a 18. században kezdtek letelepedni Ausztriából és Magyarország más vidékeiről érkezett zsidó családok. Az első világháború előtt ortodox zsidók is éltek a vidéken, de ők később asszimilálódtak vagy elköltöztek. A második világháború előtt főleg magyarul, németül, illetve horvátul beszélő zsidók éltek erre. A holokausztot alig néhány család élte túl.
Vályi András szerint " HOSSZÚFALU. Szala Várm. földes Ura H. Eszterházy Uraság, fekszik Alsó Lendvának szomszédságában, mellynek filiája."
Fényes Elek szerint " Hosszúfalu, magyar falu, Zala vmegyében: 184 kath., 4 zsidó lak. F. u. h. Eszterházy. Ut. p. A. Lendva."
1910-ben 1495, többségben magyar lakosa volt, jelentős szlovén kisebbséggel.
Közigazgatásilag Zala vármegye Alsólendvai járásának része volt. 1919-ben a Szerb–Horvát–Szlovén Királysághoz csatolták, ami tíz évvel később vette fel a Jugoszlávia nevet. 1941-ben a Muramentét a magyar hadsereg visszafoglalta és 1945-ig ismét Magyarország része volt, majd a második világháború befejezése után végleg jugoszláv kézbe került. 1991 óta a független Szlovén Köztársaság része. 2002-ben 621 lakosa volt. Jelenleg a települést nagy többségben magyarok lakják, illetve az 1932-ben ide telepített 12 szlovén család utódai, valamint néhány cigánycsalád.

## Nevezetességei
- A környéken római kori romokat tártak fel. Feltételezések szerint itt terült el a római Halicanum település.
- Rézkori település maradványai.
- Határában található a Muravidék egyetlen, és Szlovénia legnagyobb zsidó temetője. 1947-ben itt állítottak emlékművet a környéken a fasizmus áldozatául esett 387 zsidó halottnak.
- Haranglába a 20. század első felében épült.